# خيسوس جيفارا
خيسوس جيفارا (بالإسبانية: Jesús Guevara)‏ (مواليد 15 ديسمبر 1969) هو ملاكم فنزويلي، مثّل بلاده في الألعاب الأولمبية الصيفية 1996.

## روابط خارجية
خيسوس جيفارا على موقع بوكس ريك (الإنجليزية) (registration required)
- خيسوس جيفارا على موقع أوليمبيديا (الإنجليزية)